# Hellraiser III: Hell on Earth
Hellraiser III: Hell on Earth es una película estadounidense de terror dirigida por Anthony Hickox y lanzada el 11 de septiembre de 1992. Es el tercer film de la saga comenzada con Hellraiser y el primero realizado fuera del Reino Unido. Fue escrita por Peter Atkins y Tony Randel, director de Hellbound: Hellraiser II. 

## Argumento
En una oscura tienda de arte, un joven millonario llamado J.P. Monroe compra un tótem de piedra llena de figuras en relieve entre las que están la cara de Pinhead. Tiempo después, Joey Summerskill (Terry Farrell), una ambiciosa periodista de TV, presencia en la guardia de un hospital la espantosa muerte de un joven cuya carne es desgarrada por unas siniestras cadenas hundidas en su cuerpo. Acompañando al joven se encontraba una muchacha llamada Terry (Paula Marshall). Hablando con ella Joey entiende que la causa de esta muerte ha sido una caja negra que la periodista encontró en el cuerpo del joven. Joey invita a Terry a vivir con ella y juntas comienzan a buscar el origen de la caja. Primero se dirigen a la tienda de arte, donde un hombre de la zona les dice que esa tienda lleva cerrada más de un mes. Fuerzan la puerta y averiguan que la caja ha llegado allí desde el hospital psiquiátrico Channard. Investigando, surge el nombre de Kirsty Cotton y de allí en más averiguan la historia anterior de la caja.
Monroe lleva una vida libertina, en la que conquista mujeres en su club La Caldera y luego las despecha. Durante una discusión con su amante en turno, el tótem ataca a la muchacha, la absorbe y, gracias a esto, el rostro de Pinhead cobra vida y convence al joven que debe llevarle más víctimas.
Tiempo después Pinhead se libera del tótem y masacra a todos los que se encuentran en el club, convirtiendo a algunos de ellos en cenobitas. Mientras tanto, Joey ha establecido contacto con el alma de Elliot Spencer, la forma humana de Pinhead. Este le explica que, luego de morir peleando contra Leviatán, Pinhead se escondió en el tótem y ahora, estando fuera de su dimensión sin haber sido invocado por la caja y carecer de su alma humana, no hay reglas que lo aten, cosa que está aprovechando para llevar el caos y dolor a este mundo. Elliot le dice a Joey que para derrotar a Pinhead debe encerrarlo nuevamente en la caja. Para ello le encarga que cree una situación en la que él pueda encararlo en el mundo de los sueños, donde tiene un poder equivalente al de su contraparte.
Joey va a La Caldera para investigar por encargo de Terry, pero encuentra el lugar convertido en una masacre y a sus amigos transformados en cenobitas (entre ellos a Terry). Pinhead y sus nuevos Cenobitas persiguen a Joey para quitarle la caja. Finalmente la acorralan en una construcción, pero ella logra activar la caja capturándolos; sin embargo, la caja ya no posee poder sobre Pinhead por lo que no puede ser usada para exiliarlo, cosa que Joey comprende al intentar defenderse de él. 
Misteriosamente Joey aparece en un lugar con el que siempre sueña; allí su padre, quien murió en la guerra antes que ella naciera, aparece y le pide la caja explicándole que a partir de ese momento él se encargara de ponerla a salvo. Ella se la entrega sólo para descubrir que era un truco de Pinhead, quien ahora se dispone a torturarla. Elliot Spencer aparece súbitamente y combate con Pinhead; este intenta evitar el combate al notar que el contacto entre ambos los llevará a reunificarse, por lo que tienta a Elliot para que flagele a Joey y se deje seducir nuevamente por los vicios que buscaba en vida y como cenobita, sin embargo este antes de sucumbir se fusiona con Pinhead, si bien esto lo subyuga nuevamente a las leyes de la caja, estas no tienen efecto mientras esté en este plano, pero Joey aprovecha el momento para activar la caja en configuración Leviatan (la cual abre la puerta al otro mundo) mandando al infierno a Pinhead.
Joey, de vuelta en este mundo, toma la caja y la entierra en cemento fresco. Tiempo después el edificio ha sido terminado y pueden verse en sus paredes imágenes iguales a los relieves presentes en las caras de la Configuración del Lamento.

## Reparto
- Terry Farrell como Joanne "Joey" Summerskill
- Doug Bradley como Pinhead/Capitán Elliott Spencer
- Paula Marshall como Terri/Dreamer Cenobite/Sandy desollada
- Kevin Bernhardt como J. P. Monroe/Cenobita Pistonhead
- Ken Carpenter como Daniel "Doc" Fisher/ Cenobita Camerahead
- Peter Atkins como Rick "El Barman"/Barbie Cenobite
- Aimée Leigh como Sandy
- Brent Bolthouse como Cenobita Dj
- Eric Willhelm como Cenobita CD
- Robert Hammond como Chatterer Cenobite
- Clayton Hill como El sacerdote
- Peter G. Boynton como Señor Summerskill

## Banda sonora
El film es también recordado por su banda sonora, tanto por la canción “Hellraiser” coescrita por Ozzy Osbourne, Lemmy Kilmister y Zakk Wylde (concretamente, por la grabación de dicha canción por parte de Motörhead, ad hoc para la película); como por el cameo de Armored Saint tocando durante la propia película su canción “Hanging Judge”.

## Premios y nominaciones

### Premios Saturn
| Año  | Categoría                | Resultado |
| ---- | ------------------------ | --------- |
| 1993 | Mejor película de terror | Nominada  |
| 1993 | Mejor maquillaje         | Nominada  |

### Festival de cine fantástico de Avoriaz
| Año  | Categoría   | Director       | Resultado |
| ---- | ----------- | -------------- | --------- |
| 1993 | Gran Premio | Anthony Hickox | Nominada  |

### Festival Internacional de Cine Fantástico de Bruselas
| Año  | Categoría                      | Director       | Resultado |
| ---- | ------------------------------ | -------------- | --------- |
| 1993 | Premio Pegasus de la audiencia | Anthony Hickox | Nominada  |

### Fantasporto
| Año  | Categoría      | Resultado |
| ---- | -------------- | --------- |
| 1993 | Mejor película | Nominada  |